# 翠雀碱
翠雀碱（delphinine）是一种有毒的二萜生物鹼，存在于翠雀属、除虱草属、铁线莲属植物中。翠雀鹼是在除虱草種子中發現的主要生物鹼之一。它在結構與作用上與烏頭鹼相似，作為電壓門控鈉通道的變構調節劑並產生低血壓、心動過緩、心律失常。這些影響使其具有劇毒（LD50 1.5–3.0 mg/kg兔子和狗；青蛙的易感性約為10倍）。雖然它已被用於一些替代藥物（例如草藥），大多數醫學界不建議使用它，因為它具有極高的毒性。

## Isolation
One of the earliest reports of the isolation of delphinine, from D. staphisagria, was that of the French chemists Lassaigne and Feneulle, in 1819. A less antique and more accessible report is that of the USDA chemist L. N. Markwood, who also briefly reviewed the earlier isolation work. Notably, these early isolations were carried out without the aid of chromatography, since delphinine crystallizes readily from a petroleum ether extract after the typical acid-base cycling used in traditional plant alkaloid-extraction methods.

## 化學
儘管翠雀鹼相對容易分離，但直到 1970 年代初，它的分子結構才以目前公認形式確立。當時，威斯納的研究小組將C-1處的甲氧基的立體化學從β-修正為α-分子構型。因此，任何出現在 1971-1972 年之前的翠雀鹼分子圖都可能在 C-1 處顯示不正確的立體化學。

## 藥理
由於它的早期發現和結晶形式的分離（當時被認為是純度標準），儘管事實上其分子結構未知，但在19世紀，翠雀鹼藥理特性得到廣泛研究。其中一些調查很可能是用不純的藥物進行的，應該謹慎解釋。在Benn和Jacyno的評論中可以找到對這些早期研究的參考和評論。 最近的研究集中在翠雀鹼的心血管毒性上。
一般來說，翠雀鹼的藥理學似乎類似於烏頭鹼，儘管翠雀鹼的急性毒性似乎低於烏頭鹼在試驗動物中的毒性。